# Ацетилацетонат бериллия
Ацетилацетона́т бери́ллия — хелатное соединение бериллия и ацетилацетона
с формулой Be(C5H7O2)2,
бесцветные кристаллы.

## Физические свойства
Ацетилацетонат бериллия образует бесцветные кристаллы моноклинной сингонии, пространственная группа P 21, параметры ячейки a = 1,349 нм, b = 1,132 нм, c = 0,776 нм, β = 100,8°, Z = 4.
Параметры ячейки уточнены при низких температурах (Т = 119 К) как a = 1,3437 нм, b = 1,1196 нм, c = 0,7656 нм, β = 100,79°, Z = 4.
Растворяется в этаноле, сероуглероде и бензоле,
слабо растворяется в воде.

## Применение
- Используется при очистке бериллия.